# كأس إسكتلندا 1910–11
كأس اسكتلندا 1910–11 (بالإنجليزية: 1910–11 Scottish Cup)‏ هو موسم من كأس اسكتلندا. فاز فيه نادي سلتيك.